# 安德魯西夫卡 (科洛馬克區)
49°46′32″N 35°19′15″E / 49.77556°N 35.32083°E
安德魯西夫卡（烏克蘭語：Андрусівка）是位於烏克蘭東部的村莊，由哈爾科夫州博霍杜希夫區的科洛馬克市鎮負責管轄。該村始建於1775年，面積0.23平方公里，海拔高度161米，2001年人口44，人口密度每平方公里0.23人。